# Mobile (Indianie)
Mobile – maskogańskie plemię Indian Ameryki Północnej zamieszkujące podnóża wzgórz Choctaw Bluff w stanie Alabama nad rzeką o tej samej nazwie. Zniekształcony język międzyplemienny używany na terenach od Florydy po Luizjanę, a nawet wzdłuż rzeki Missisipi do ujścia rzeki Ohio, nazywany był wymiennie „językiem Mobile” lub też „językiem Czikasawów”.
Ich wielkim wodzem był Tuscaloosa, bardzo wysoki i obdarzony niezwykłym darem przywódczym Indianin, który pchnął swych współplemieńców do ataku na hiszpański fort Mabila. Hiszpanie zwyciężyli ponosząc wielkie straty w bitwie stoczonej jesienią 1540 roku (straty Indian wyniosły wówczas ponad 2500 zabitych i rannych). Resztki Mobilów zostały wchłonięte przez Czoktawów.
Od nazwy plemienia wzięły swoje imiona miasto, hrabstwo, zatoka i rzeka w stanie Alabama, a od imienia ich wodza nazwę swą wzięło miasto Tuscaloosa w tym samym stanie.